# ア・カペラ (トッド・ラングレンのアルバム)
ア・カペラ（A Cappella）は、1985年に発表されたトッド・ラングレンのアルバム。本人の声を多重録音したアカペラ楽曲が収録されている。
ワーナー・ブラザース・レコードへの移籍第1弾アルバム。

## 収録曲
特記なき楽曲はトッド・ラングレン作。
1. ブルー・オルフェウス - "Blue Orpheus" - 5:02
2. ジョニー・ジンゴ - "Johnee Jingo" - 3:51
3. プリテンディング・トゥ・ケア - "Pretending to Care" - 3:40
4. ホジャ - "Hodja" - 3:25
5. ロスト・ホライズン〜失われた地平線 - "Lost Horizon" - 4:57
6. サムシング・トゥ・フォール・バック・オン - "Something to Fall Back On" - 4:13
7. ミラクル・イン・ザ・バザー〜バザールの奇跡 - "Miracle in the Bazaar" - 4:12
8. ロックジョウ - "Lockjaw" - 4:01
9. オネスト・ワーク - "Honest Work" - 2:40
10. マイティ・ラヴ - "Mighty Love" (Bruce Hawes, Joseph B. Jefferson & Charles Simmons) - 4:30
スピナーズの曲のカヴァー。